# ويليام وايتهاوس كولينز
ويليام وايتهاوس كولينز (بالإنجليزية: William Whitehouse Collins)‏ هو صحفي وسياسي نيوزلندي، ولد في 4 سبتمبر 1853 في المملكة المتحدة، وتوفي في 12 أبريل 1923. حزبياً، نشط في الحزب الليبيرالي النيوزيلندي. وقد انتخب عضو مجلس النواب النيوزيلندي.